# Gunnislake

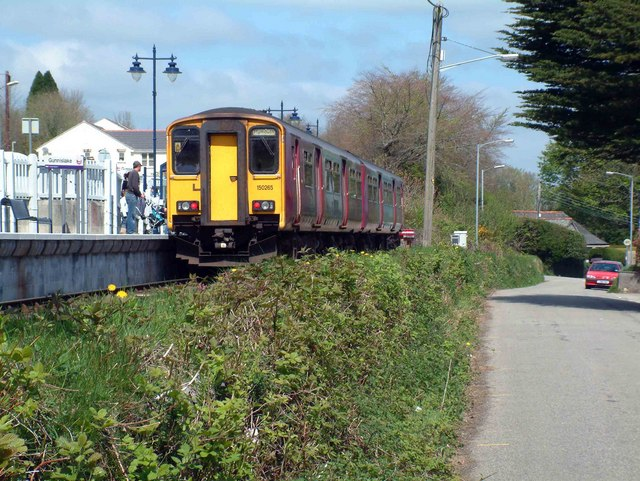
Stacja kolejowa w Gunnislake

Gunnislake – wieś w Wielkiej Brytanii, w Anglii, położona w dolinie rzeki Tamar na granicy z hrabstwem Devon, ok. 5 km na południowy zachód od Tavistock. We wsi znajduje się końcowy przystanek linii kolejowej z Plymouth. Wieś zamieszkuje ok. 2000 osób.
W przeszłości wieś była ośrodkiem wydobycia cyny.